# 镜筛盘虫
镜筛盘虫（学名：Sethodiscus lenticula）为镜盘虫科筛盘虫属的动物。分布于中太平洋以及西沙群岛等。